# Ambassade de France au Kosovo
L'ambassade de France au Kosovo est la représentation diplomatique de la République française auprès de la république du Kosovo. Elle est située à Pristina, la capitale du pays, et son ambassadeur est, depuis 2022, Olivier Guerot.

## Ambassade
L'ambassade est située à Pristina, sur les hauteurs de Arbëria/Dragodan. Elle accueille aussi une section consulaire.

## Histoire
Le Bureau de liaison de la France (BLF) a été créé à Pristina au lendemain de l’application de la résolution 1244 du Conseil de sécurité de l'ONU et de l’arrivée de la MINUK en septembre 1999. Il ne comptait alors qu’un service politique dirigé par le chef de bureau et son adjoint puis rapidement la structure s’est étoffée avec un service de coopération et d’action culturelle.
En 2004, le bureau de liaison a quitté le centre-ville pour s’installer sur les hauteurs de Arbëria/Dragodan où il est encore aujourd’hui. Il a pris le titre d’ambassade après que la France a reconnu la déclaration d’indépendance du Kosovo en février 2008.

## Ambassadeurs de France au Kosovo
| De   | À    | Ambassadeur               |
| ---- | ---- | ------------------------- |
| 2000 | 2004 | Bernard Garancher (d)     |
| 2004 | 2007 | Thierry Reynard (d)       |
| 2007 | 2009 | Delphine Borione          |
| 2009 | 2012 | Jean-François Fitou (d)   |
| 2012 | 2016 | Maryse Daviet (d)         |
| 2016 | 2019 | Didier Chabert (d)        |
| 2019 | 2022 | Marie-Christine Butel (d) |
| 2022 | auj. | Olivier Guerot            |

## Relations diplomatiques
La France a joué un rôle important au Kosovo depuis 1999, en étant tout d’abord présente dans les rangs de la KFOR (forces dirigées par l’OTAN au Kosovo), qui a permis de mettre fin au conflit entre les Serbes et la population albanaise du Kosovo. Bernard Kouchner a été le premier Représentant spécial du secrétaire général des Nations unies au Kosovo (MINUK) lorsque les Nations unies ont succédé en juin 1999 à la Serbie dans l’administration du territoire.
La France a reconnu le Kosovo comme un État indépendant et souverain le 18 février 2008, le lendemain de la déclaration unilatérale d'indépendance, tirant les conséquences de l'impossibilité d'une solution négociée avec la Serbie.

## Consulats

### Communauté française
Au 31 décembre 2016, 142 Français sont inscrits sur le registre consulaire au Kosovo.
| 2001 | 2002 | 2003 | 2004 |
| ---- | ---- | ---- | ---- |
| -    | -    | -    | -    |

| 2005 | 2006 | 2007 | 2008 |
| ---- | ---- | ---- | ---- |
| -    | -    | -    | -    |

| 2009 | 2010 | 2011 | 2012 |
| ---- | ---- | ---- | ---- |
| -    | -    | 108  | 136  |

| 2013 | 2014 | 2015 | 2016 |
| ---- | ---- | ---- | ---- |
| 119  | 130  | 139  | 142  |

### Circonscriptions électorales
Depuis la loi du 22 juillet 2013 réformant la représentation des Français établis hors de France avec la mise en place de conseils consulaires au sein des missions diplomatiques, les ressortissants français d'une circonscription recouvrant l'Albanie, la Bosnie-Herzégovine, la Bulgarie, le Kosovo, la Macédoine et le Monténégro élisent pour six ans un conseiller consulaire. Ce dernier a trois rôles : 
1. il est un élu de proximité pour les Français de l'étranger ;
2. il appartient à l'une des quinze circonscriptions qui élisent en leur sein les membres de l'Assemblée des Français de l'étranger ;
3. il intègre le collège électoral qui élit les sénateurs représentant les Français établis hors de France.

Pour l'élection à l'Assemblée des Français de l'étranger, le Kosovo appartenait jusqu'en 2014 à la circonscription électorale de Vienne, comprenant aussi l'Albanie, l'Autriche, la Bosnie-Herzégovine, la Bulgarie, la Croatie, la Hongrie, la Macédoine, le Monténégro, la Pologne, la Roumanie, la Serbie, la Slovaquie, la Slovénie et la République tchèque, et désignant trois sièges. Le Kosovo appartient désormais à la circonscription électorale « Europe centrale et orientale » dont le chef-lieu est Varsovie et qui désigne trois de ses 19 conseillers consulaires pour siéger parmi les 90 membres de l'Assemblée des Français de l'étranger.
Pour l'élection des députés des Français de l’étranger, le Kosovo dépend de la 7e circonscription.